# Liste des attentats de l'Irgoun
 (août 2024).
Si vous disposez d'ouvrages ou d'articles de référence ou si vous connaissez des sites web de qualité traitant du thème abordé ici, merci de compléter l'article en donnant les références utiles à sa vérifiabilité et en les liant à la section « Notes et références ».
 (août 2024).
La mise en forme du texte ne suit pas les recommandations de Wikipédia : il faut le « wikifier ».
Les points d'amélioration suivants sont les cas les plus fréquents. Le détail des points à revoir est peut-être précisé sur la page de discussion.
- Les titres sont pré-formatés par le logiciel. Ils ne sont ni en capitales, ni en gras.
- Le texte ne doit pas être écrit en capitales (les noms de famille non plus), ni en gras, ni en italique, ni en « petit »…
- Le gras n'est utilisé que pour surligner le titre de l'article dans l'introduction, une seule fois.
- L'italique est rarement utilisé : mots en langue étrangère, titres d'œuvres, noms de bateaux, etc.
- Les citations ne sont pas en italique mais en corps de texte normal. Elles sont entourées par des guillemets français : « et ».
- Les listes à puces sont à éviter, des paragraphes rédigés étant largement préférés. Les tableaux sont à réserver à la présentation de données structurées (résultats, etc.).
- Les appels de note de bas de page (petits chiffres en exposant, introduits par l'outil «  Source ») sont à placer entre la fin de phrase et le point final[comme ça].
- Les liens internes (vers d'autres articles de Wikipédia) sont à choisir avec parcimonie. Créez des liens vers des articles approfondissant le sujet. Les termes génériques sans rapport avec le sujet sont à éviter, ainsi que les répétitions de liens vers un même terme.
- Les liens externes sont à placer uniquement dans une section « Liens externes », à la fin de l'article. Ces liens sont à choisir avec parcimonie suivant les règles définies. Si un lien sert de source à l'article, son insertion dans le texte est à faire par les notes de bas de page.
- La présentation des références doit suivre les conventions bibliographiques. Il est recommandé d'utiliser les modèles {{Ouvrage}}, {{Chapitre}}, {{Article}}, {{Lien web}} et/ou {{Bibliographie}}. Le mode d'édition visuel peut mettre en forme automatiquement les références.
- Insérer une infobox (cadre d'informations à droite) n'est pas obligatoire pour parachever la mise en page.

Pour une aide détaillée, merci de consulter Aide:Wikification.
Si vous pensez que ces points ont été résolus, vous pouvez retirer ce bandeau et améliorer la mise en forme d'un autre article.
Lors de la Grande Révolte arabe en Palestine (1936-1939), l'Irgoun commet une série d'attentats contre les Arabes, qui font un total de 250 victimes civiles. L'Irgoun présente ces actions comme des représailles aux attaques arabes qui sur la même période provoquent la mort de 320 Juifs.Tout comme l'attentat du King David, ces attaques terroristes  perpétrées dès 1936, visent volontairement à  créer un sentiment d'insécurité dans la région.
Après la mort de 5 juifs au kibboutz Kiryat Anavim le 9 novembre 1937, l'Irgoun lance une série d'attentats qui vont durer après  la Seconde Guerre mondiale. ( King David 1946  )

## Liste des attentats attribués à l'Irgoun avant 1939
- 20 avril 1936 : 2 travailleurs arabes d'une plantation de bananes sont tués.
- Mars 1937 : 2 Arabes tués sur la plage de bat-Yam.
- 14 novembre 1937 : 6 Arabes sont tués dans plusieurs fusillades à Jérusalem.
- 12 avril 1938 : 2 Arabes et 2 policiers britanniques sont tués par une bombe posée dans un train à Haïfa.
- 17 avril 1938 : Un Arabe est tué par une bombe qui explose dans un café à Haïfa.
- 17 mai 1938 : Un policier arabe est tué dans un attentat contre un bus de la route Jérusalem-Hébron.
- 24 mai 1938 : 3 Arabes sont tués par balle à Haïfa.
- 23 juin 1938 : 2 Arabes sont tués près de Tel-Aviv.
- 26 juin 1938 : 7 Arabes sont tués par une bombe à Jaffa.
- 27 juin 1938 : Un Arabe est tué dans l'enceinte d'un hôpital à Haïfa.
- 5 juillet 1938 : 7 Arabes sont tués dans plusieurs fusillades à Tel-Aviv.
- Le même jour : 3 Arabes sont tués par une bombe déclenchée dans un bus à Jérusalem.
- Le même jour : Un Arabe est tué dans un autre attentat à Jérusalem.
- 6 juillet 1938 : 18 Arabes et 5 Juifs sont tués par deux bombes simultanées au marché arabe de Melon à Haïfa.
- 8 juillet 1938 : 4 Arabes sont tués par une bombe à Jérusalem.
- 16 juillet 1938 : 10 Arabes sont tués par une bombe dans un marché de Jérusalem.
- 25 juillet 1938 : Entre 39 et 70 Arabes selon les sources sont tués par une bombe placée dans un marché à Haifa.
- 26 août 1938 : 24 Arabes sont tués par une bombe dans un marché de Jaffa.
- 27 février 1939 : 33 Arabes sont tués dans plusieurs attentats, dont 24 par une bombe dans le marché de Suk Quarter de Haïfa et 4 dans un marché de légumes arabe de Jérusalem.
- 29 mai 1939 : 5 Arabes sont tués par l'explosion d'une mine dans le cinéma rex de Jérusalem.
- Le même jour, 5 Arabes sont tués durant un raid sur le village de Biyar 'Adas.
- 2 juin 1939 : 5 Arabes sont tués par une bombe Porte Jaffa à Jérusalem.
- 12 juin 1939 : Une bombe explose dans une poste de Jérusalem, tuant un artificier britannique lorsqu'il essaie de désamorcer la bombe.
- 16 juin 1939 : 6 Arabes sont tués dans plusieurs attentats à Jérusalem.
- 19 juin 1939 : 20 Arabes sont tués par de explosifs placés sur un âne au marché de Haïfa.
- 29 juin 1939 : 13 Arabes sont tués dans plusieurs fusillades qui durent près d'une heure.
- 30 juin 1939 : Un Arabe est tué sur un marché de Jérusalem.
- Le même jour, 2 Arabes sont tués par balle à Lifta.
- 3 juillet 1939 : Un Arabe est tué par une bombe placée dans un marché de  Haïfa.
- 4 juillet 1939 : 2 Arabes sont tués dans deux attentats à Jérusalem.
- 20 juillet 1939 : Un Arabe est tué dans une attaque de train à Jaffa.
- Le même jour, 6 Arabes sont tués dans plusieurs attentats à Tel-Aviv.
- Le même jour, 3 Arabes sont tués à Réhovot.
- 27 août 1939 : 2 officiers britanniques sont tués par une mine à Jérusalem.

Seules les opérations ayant entrainé des décès sont listées ici. L'Irgoun mena au moins 60 opérations distinctes durant cette période.

## Attentats pendant la période de l’insurrection juive (1944-1947)
Vingt attentats et 146 morts durant cette période.

## Attentats pendant la guerre civile (1947-1948)
Dix-sept attentats font 248 morts.

## Sources
1. ↑  Perliger et Weinberg, p. 101

- Y. 'Amrami, A. Melitz, דברי הימים למלחמת השחרור (Histoire de la Guerre d'Indépendance en hébreu), Shelach Press, 1951. (un compte rendu selon une vision favorable des événements, principalement liés à l'Irgoun et Léhi.
- The Palestine Post, dates diverses
- Arie Perliger et Leonard Weinberg, Totalitarian Movements & Political Religions, Vol. 4, No. 3 (2003) 91-118.
- Irgoun Tzvai Leumi [site web].